# Teleoftalmologia
A Teleoftalmologia é um ramo da Telemedicina que oferece atendimento oftalmológico por meio de equipamentos médicos digitais e tecnologia de telecomunicações.

## Serviços médicos remotos
Ela engloba a prestação de serviços médicos remotos, como por exemplo:
- Emissão de laudos de exames;
- Obtenção de diagnósticos;
- Prescrições de tratamentos;
- Ainda nos próprios atendimentos.

## Principais benefícios
Entre os principais benefícios proporcionados pela prática, destacam-se:
- Aumento do acesso aos especialistas;
- Maior contato e trocas de informações entre pacientes e médicos;
- Acesso à oftalmologia mesmo em locais de difícil acesso ou com pouca infraestrutura;
- Troca de informações entre os serviços médicos, com total sigilo e segurança dos dados;
- Diminuição de custos operacionais e de transportes de médicos e pacientes;
- Praticidade e acessibilidade para a realização de exames e laudos à distância;
- Menor tempo resposta na espera e de atendimento;

## Imagens
A teleoftalmologia se baseia em um padrão para a representação, armazenamento e transmissão de imagens médicas conhecido como Digital Imaging and Communications in Medicine ( DICOM ). O padrão de imagens médicas é gerenciado pela Medical Imaging & Technology Alliance (MITA)